# Erik Eriksson (tävlingscyklist)
Erik David Wollmar Eriksson, född 31 december 1905 i Katarina församling, Stockholm, död 8 november 1999 i Jönköping, var en svensk tävlingscyklist och idrottsledare. 
Eriksson, som representerade Hässelby CK, segrade bland annat i storloppen Östergötland runt och Vättern runt, varjämte han 1927 blev trea i Sexdagarsloppet efter Henry Hansen och Georg Johnsson. Eriksson var sedan 1935 medlem av Svenska Cykelförbundets styrelse och sedan 1936 lagledare och tidvis även tränare för Sveriges landslag. Han var som aktiv en av Sveriges bästa långdistanscyklister. Han var även verksam som sporthandlare i Jönköping.